# Lanseloet van Denemerken

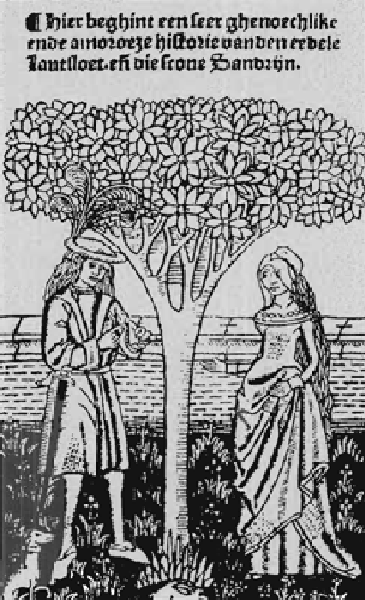
Lanseloet en Sanderijn; illustratie uit de Goudse druk van Lanseloet van Denemerken, uitgegeven door Govert van Ghemen

Lanseloet van Denemerken (ook gespeld Lanceloet of Lansceloet en ook gespeld Denemarken) is een Middelnederlands toneelstuk. Het omvat 952 in rijm opgestelde regels.
Het is een van de vier abele spelen die vervat zijn in het Hulthemse handschrift en wordt over het algemeen ook beschouwd als het oudste van de vier (ca.1350). De andere drie zijn Gloriant, Esmoreit en Vanden Winter ende vanden Somer. Het stuk wordt bij opvoering gevolgd door de sotternie (klucht) Die Hexe.

## Thema
Het thema van Lanseloet van Denemerken is de (onmogelijke) liefde tussen personen van verschillende stand en weerspiegelt duidelijk een destijds nieuwe huwelijksmoraal. Binnen het heroplevende seculiere theater na de middeleeuwen, is het stuk te beschouwen als het allereerste bekende voorbeeld van burgerlijk drama, een genre dat pas eeuwen later tot echte bloei zou komen. Voorts is het de vroegste tragedie binnen deze heropleving.

## Rollen
- Lanseloet
- Sanderijn
- Echtgenoot van Sanderijn (ridder)
- Sine (moeder van Lanseloet)
- Reinout (kamernier/dienaar van Lanseloet)
- Des ridders warande huedere (tuinier/boswachter van de ridder)

## Samenvatting
De edelman Lanseloet, prins van Denemarken, is verliefd op de jonge maagd Sanderijn, de jonkvrouw van zijn moeder. Hij probeert Sanderijn te verleiden, maar zij gaat niet op zijn avances in, omdat zij wel beseft dat zij van te lage komaf is om in aanmerking te komen voor een huwelijk.
Lanseloets moeder ziet de affaire met lede ogen aan. Zij denkt echter dat het met Lanseloets liefde snel gedaan zal zijn als hij Sanderijn eenmaal heeft bezeten en verzint daarom een list. Ze weet Lanseloet zover te krijgen dat hij de belofte doet dat hij Sanderijn, na een nacht met haar te hebben doorgebracht, voorgoed zal opgeven. Lanseloet, die door zijn begeerte is verblind, gaat op dit voorstel in. Tegen Sanderijn zegt Lanseloets moeder dat Lanseloet ernstig ziek is, waardoor er miscommunicatie tussen de twee geliefden ontstaat.
Sanderijn voelt zich vernederd en bedrogen en verlaat het hof. Na vele omzwervingen ontmoet zij een edele ridder die haar accepteert ondanks haar verloren eer, wat Sanderijn hem met poëtische beeldspraak duidelijk maakt (Quame nu een valcke van hogher aert, ...Ende ene bloeme daer af haelde) en haar tot vrouw neemt.
Lanseloet is intussen tot het besef gekomen dat hij Sanderijn schandelijk heeft behandeld. Hij is nog altijd verliefd op haar en stuurt zijn page Reinout eropuit om haar op te sporen. Als Reinout haar uiteindelijk heeft gevonden, laat zij hem weten dat zij haar echtgenoot nimmer zal verlaten voor Lanseloet. Om zijn meester verder leed te besparen doet Reinout het daarop voorkomen alsof Sanderijn is gestorven. Lanseloet wantrouwt dit bericht aanvankelijk, maar als Reinout met bewijzen komt van hun ontmoeting beseft hij dat Sanderijn voor hem voorgoed verloren is. Hij sterft vervolgens van wroeging en liefdesverdriet.

## Hoorspel
Van dit abele spel is in de jaren 1960 een gelijknamig hoorspel gemaakt.